# Yoel Razvozov
Yoel Razvozov (en hebreo: יואל רזבוזוב‎; Birobidzhán, URSS, 5 de julio de 1980) es un político y deportista israelí de origen ruso que compitió en judo.
Ganó dos medallas de plata en el Campeonato Europeo de Judo, en los años 2004 y 2005.
Estudió Economía de la Empresa en el Centro Interdisciplinario de Herzliya. Desde 2013 es miembro del Knéset por el partido Yesh Atid. En 2021 fue nombrado ministro de Turismo de Israel.

## Palmarés internacional
| Campeonato Europeo | Campeonato Europeo      | Campeonato Europeo | Campeonato Europeo |
| Año                | Lugar                   | Medalla            | Categoría          |
| ------------------ | ----------------------- | ------------------ | ------------------ |
| 2004               | Bucarest (Rumania)      | Medalla de plata   | –73 kg             |
| 2005               | Róterdam (Países Bajos) | Medalla de plata   | –73 kg             |